# Lijst van afleveringen van Law & Order: Special Victims Unit (seizoen 23)
Dit artikel vat het drieëntwintigste seizoen van Law & Order: Special Victims Unit samen.

## Hoofdrollen
- Mariska Hargitay - inspecteur Olivia Benson
- Ice-T - brigadier Fin (Odafin) Tutuola
- Kelli Giddish - rechercheur Amanda Rollins
- Octavio Pisano - rechercheur Joe Velasco
- Peter Scanavino - assistent-officier van justitie Dominick 'Sonny' Carisi jr.

## Terugkerende rollen
- Jamie Gray Hyder - rechercheur Katriona Tamin
- Demore Barnes - deputy chief Christian Garlan
- Christopher Meloni - rechercheur Elliot Stabler
- Danielle Moné Truitt - brigadier Ayanna Bell
- Ari'el Stachel - brigadier Hasim Khaldun
- Terry Serpico - chief Tommy McGrath
- Betty Buckley - afdelingchef ADA Lorraine Maxwell
- Teagle F. Bougere - hoofd ADA Phillip Baptiste
- Ben Rappaport - congreslid George Howard
- Stephen C. Bradbury - rechter Colin McNamara
- Michael Mastro - rechter D. Serani
- Frank Wood - medisch onderzoeker Abel Truman
- Ryan Buggle - Noah Porter-Benson
- Peter Hermann - advocaat Trevor Langan

## Afleveringen
| Aflevering | Titel                          | Schrijver                                    | Regie                | Uitzenddatum VS   | Selectie gastrollen |
| --- | ------------------------------ | -------------------------------------------- | -------------------- | ----------------- | --- |
| 1. | And the Empire Strikes Back    | Warren Leight Julie Martin Bryan Goluboff    | Norberto Barba       | 23 september 2021 | Zabryna Guevara - dr. Catalina Machado Angelic Zambrana - Rosa Estrada Saverio Guerra - Paulie Banducci                                                                                        |
| Wanneer een machtige congreslid zijn invloeden gebruikt voor vrouwenhandel, gaat het team de strijd aan om hem te stoppen. Zij ontdekken al snel dat dit moeilijker is dan zij eerst dachten. Benson komt voor een dilemma te staan wanneer haar loyaliteit naar Garland op de proef wordt gesteld, door het averechts effect van de Javon Brown zaak. Het team krijgt een nieuw teamlid, rechercheur Joe Velasco. Een verdacht auto-ongeluk brengt het leven van Benson in gevaar. |                                |                                              |                      |                   | |
| 2. | Never Turn Your Back on Them   | Warren Leight                                | Norberto Barba       | 23 september 2021 | Maddie Corman - Laura Evans Victor Verhaeghe - Ray Evans Isabelle Poloner - Jenna Evans Angelic Zambrana - Rosa Estrada                                                                        |
| De zaak van het team tegen de congreslid Howard loopt ernstig averij op, wanneer een van de getuigen spoorloos verdwijnt en andere vinden de dood of worden ernstig bedreigt. Het verdere onderzoek leidt Tutuola en Tamin naar een gevaarlijke pas wat hun leven in gevaar brengt. Ondertussen proberen Carisi en Rollins hun stand in de relatie te bepalen. Tamin besluit ontslag te nemen van de SVU, nadat zij door het ongeluk besefte dat zij het dit niet waard vindt om elke dag haar leven in de waagschaal te leggen. Benson is geschokt wanneer Garland ontslag neemt als chef na wat er gebeurd is in de zaak Brown. |                                |                                              |                      |                   | |
| 3. | I Thought You Were on My Side  | Bryan Goluboff                               | John Behring         | 30 september 2021 | Rhys Coiro - Gabe Navarro Josh Cooke - agent Harrison Clay Herizen Guardiola - Tara Riley Hisham Tawfiq - Jules                                                                                |
| Benson en Rollins moeten het opnemen tegen de FBI, en bureau georganiseerde misdaad wanneer een verkrachtingsslachtoffer een gevaarlijke gangster aanwijst als haar belager. Het team realiseert zich dan dat de aanvaller meer connecties in de bovenwereld heeft dan zij aanvankelijk dachten, en dit maakt het moeilijker voor het slachtoffer |                                |                                              |                      |                   | |
| 4. | One More Tale of Two Victims   | Denis Hamill Bryan Goluboff                  | Michael Pressman     | 7 oktober 2021    | Johnny Pemberton - Travis Hilsdale Jade Fernandez - Crystal Nuñez Boris McGiver - Dermott Grogan Liz Holtan - Peggy Grogan                                                                     |
| Wanneer het team op zoek gaat naar een serieverkrachter die het voorzien heeft op jonge moeders, merken Benson en Tutuola al snel dat hun nieuwe baas McGrath de teugels stevig aantrekt. Velasco krijgt geen warm welkom in het team, wanneer zij ontdekken dat hij mogelijk een spion is voor McGrath. |                                |                                              |                      |                   | |
| 5. | Fast Times @TheWheelHouse      | Brianna Yellen Brendan Feeney                | Martha Mitchell      | 14 oktober 2021   | Ainsley Seiger - Jet Slootmaekers Julian Elijah Martinez - Jericho Swope Lena Torluemke - Willa Bartola Taylor Trensch - Diggy Wheeler                                                         |
| Wanneer een vrouw door twee infleuencerbroers wordt verkracht gaat het team op onderzoek uit, en zij worden al snel in de wereld van sociale media ingezogen. De vriend van het slachtoffer kan niet naar voren komen, en doet er dan alles aan om dit goed te maken. |                                |                                              |                      |                   | |
| 6. | The Five Hundredth Episode     | Brianna Yellen Warren Leight                 | Juan J. Campanella   | 21 oktober 2021   | Danny Pino - Nick Amaro Dann Florek - Donald Cragen Tamara Tunie - Melinda Warner Aidan Quinn - Burton Lowe Brian Kerwin - Roger Murray                                                        |
| Na zes jaar keert rechercheur Amaro terug bij het team, niet alleen om zich te herenigen met zijn oude team, maar ook om een oude zaak te heropenen. Deze zaak brengt Benson bij iemand uit haar verleden om zo een veroordeelde man van blaam te zuiveren, maar een geheim uit deze tijd kan wrijving met Benson veroorzaken. Ondertussen krijgt het team hulp van de voormalige inspecteur Cragen. |                                |                                              |                      |                   | |
| 7. | They'd Already Disappeared     | Kathy Dobie Micharne Cloughley               | Bethany Rooney       | 4 november 2021   | Melvin Abston - Country Jones Blake DeLong - Trace Lambert Laura Gardner - Maggie Lambert Nina Hellman - Lois Hart Shawana Carter - Missy                                                      |
| Wanneer een tienerprostituee plotseling verdwijnt gaat het team op onderzoek uit. Rollins en Velasco vinden een belangrijke aanwijzing in een stapel verwaarloosde vermissingszaken, en ontdekken dat ze te maken hebben met een seriemoordenaar. |                                |                                              |                      |                   | |
| 8. | Nightmares in Drill City       | Bryan Goluboff                               | Norberto Barba       | 11 november 2021  | Alison Thornton - Victoria Warshofsky Annelise Cepero - Jasmine Castro Quincy Giles - David Graham Anthoula Katsimatides - advocaat Meryl Smith                                                |
| Carisi vraagt het team om hulp met een moordonderzoek wanneer een van de getuige tekenen van misbruik vertoont, waardoor het team op onderzoek uit gaan. |                                |                                              |                      |                   | |
| 9. | People vs. Richard Wheatley    | Julie Martin Warren Leight                   | Michael Smith        | 9 december 2021   | Dylan McDermott - Richard Wheatley Tamara Taylor - Angela Wheatley Nick Creegan - Richard Wheatley jr. Allison Siko - Kathleen Stabler Nicky Torchia - Eli Stabler Raúl Esparza - Rafael Barba |
| Deze aflevering is een cross-over met de televisieserie Law & Order: Organized Crime (seizoen 2 aflevering 9). Carisi wil proberen om Richard Wheatley te laten berechten voor de moord op Kathy Stabler. Benson is teleurgesteld en boos als zij ontdekt dat voormalig assistent-officier van justitie Barba besluit om de verdediging van de verdachte op zich te nemen. |                                |                                              |                      |                   | |
| 10. | Silent Night, Hateful Night    | Warren Leight                                | Norberto Barba       | 6 januari 2022    | Donal Logue - luitenant Declan Murphy Cyndee Rivera - rechercheur Mia Ruz Keith Nobbs - Darko Pavic Michael Laurence - Robert Paul Byers                                                       |
| Wanneer op kerstavond diverse haatmisdrijven worden gepleegd wordt het SVU team, dat nu geleid wordt door Declan Murphy, opgeroepen voor assistentie. Murphy wil met Rollins tot een besluit komen over de vraag of hij in het leven van zijn dochter Jessie een rol wil spelen. |                                |                                              |                      |                   | |
| 11. | Burning with Rage Forever      | Brianna Yellen Brendan Feeney                | Mary Lambert         | 13 januari 2022   | Christian Navarro - Carlos Guzmán Sebastian Sozzi - Sebastian Guzmán Michael Dempsey - Elvis Baktashi Jamila Velazquez - Maya Jimenez                                                          |
| Na een ontmoeting met een online gamer verdwijnt een jongen spoorloos, wat al snel leidt naar een dieper geheim met betrekking tot zijn oom. Ondertussen vermoedt Benson dat haar zoon wordt gepest door een tiener uit de buurt, en komt dan naar buiten met een eigen geheim. |                                |                                              |                      |                   | |
| 12. | Tommy Baker's Hardest Fight    | Candice Sanchez McFarlane Bryan Goluboff     | Ed Bianchi           | 20 januari 2022   | Erik LaRay Harvey - Jax Bell G.K. Umeh - Phil Diaz Dana Melanie - Chrissy Baker Chance Kelly - Duke Baker Cole Doman - Tommy Baker                                                             |
| Wanneer een populaire vechter niet komt opdagen bij een groot gevecht gaat het team op onderzoek uit. Tijdens het onderzoek worden Rollins en Velasco in een ingewikkeld web van geheimen gezogen, en dit leidt hen naar een wereld van homoseksualiteit rond het slachtoffer. Ondertussen neemt McGrath Benson in vertrouwen wat betreft zijn dochter, die te veel drinkt en zich onregelmatig gedraagt. |                                |                                              |                      |                   | |
| 13. | If I Knew Then What I Know Now | Micharne Cloughley Warren Leight             | Juan J. Campanella   | 24 februari 2022  | Lisa Joyce - Michelle Young Veanne Cox - Lois Young Gates Leonard - Ashley Peters Joe Curnutte - Cole Eaton                                                                                    |
| Een jonge vrouw vraagt Benson om hulp wanneer zij informatie over haar biologische ouders krijgt. Carisi en Rollins wegen de risico’s af van of en wanneer zij hun relatie openbaar willen maken. |                                |                                              |                      |                   | |
| 14. | Video Killed the Radio Star    | Warren Leight Julie Martin                   | Alex Zakrzewski      | 3 maart 2022      | Jake Weber - Bob Flynn Diane Farr - Lola Simenon Jim True-Frost - Mitch Kaplan Laura Kai Chen - Ellen Kaplan                                                                                   |
| Wanneer een populaire radiopresentatrice wordt verkracht en vermoord gaat het team op onderzoek uit. Tijdens het onderzoek gaat Rollins undercover om zo de dader te pakken te krijgen, en dan lijdt een schokkende bekentenis het team naar een andere misdaad. |                                |                                              |                      |                   | |
| 15. | Promising Young Gentlemen      | Julie Martin Warren Leight                   | David Grossman       | 10 maart 2022     | Jenna Stern - rechter Elana Barth LaChanze - president Rosa Freeman Ryann Shane - Mia Morino Avery Cole - Annabel Nelson Arthur Langlie - Whitaker Yates                                       |
| Tijdens een etentje maakt Rollins kennis met de moeder van Carisi, en bij het verlaten van het restaurant krijgt Carisi een telefoontje van zijn nicht die hem vertelt dat haar vriendin is verkracht. Carisi haalt haar over om aangifte te doen, en het team gaat hierop onderzoek uit. Benson wil nu de geheime genootschap op de universiteit onderzoeken dat op studentes jaagt. |                                |                                              |                      |                   | |
| 16. | Sorry If It Got Weird for You  | Bryan Goluboff Brendan Feeney                | Leslie Hope          | 17 maart 2022     | Jon Glaser - Jackson Wright Sherri Saum - Cressida Gordon Julian Elijah Martinez - advocaat Jericho Swope Christine Spang - Lisa Rose                                                          |
| Na een date met een vrouw die Velasco via een datingapp ontmoet heeft, ontdekt hij dat zij een verkrachtingsslachtoffer is. Later wordt ontdekt dat de misbruiker, de maker van de betreffende datingapp, een jaar geleden een andere vrouw heeft verkracht. De peettante van deze slachtoffer worstelt nog steeds met het gebeuren, en neemt dan het heft in eigen hand. Later wordt de ervaring van Velasco in twijfel getrokken. |                                |                                              |                      |                   | |
| 17. | Once Upon a Time in El Barrio  | Bryan Goluboff Denis Hamill                  | Oscar Rene Lozoya II | 7 april 2022      | Brad William Henke - inspecteur Don Kubiak Joseph Lyle Taylor - Mickey D'Angelo Karina Ortiz - rechercheur Rosanny Chavez Alexis Cruz - pastoor Daniel                                         |
| Velasco vraagt Benson om hulp voor het vinden van drie jonge meisjes uit zijn geboorteplaats, die in de sekshandel in New York zijn terechtgekomen. |                                |                                              |                      |                   | |
| 18. | Eighteen Wheels a Predator     | Kathy Dobie                                  | Martha Mitchell      | 14 april 2022     | Trevor Long - Aaron Wesley Parker Andrus Nichols - Winona Parker Emma Lenderman - Demmy Tinsley Ryan Coyle - Dustin Tinsley Supriya Ganesh - Kayla Stuart                                      |
| Rollins en Tutuola onderzoeken een aanval in Kentucky dat opvallende gelijkenissen vertoont met een slachtoffer die gevonden werd in Central Park. Benson ontvangt dan informatie dat het hele onderzoek ondersteboven keert. |                                |                                              |                      |                   | |
| 19. | Tangled Strands of Justice     | Brendan Feeney                               | Jean de Segonzac     | 28 april 2022     | Nicki Micheaux - Cora Green Mouzam Makkar - Dara Miglani Orfeh - rechercheur Nadia Szabo Gabrielle Carrubba - Libby Blandon                                                                    |
| Garland verzoekt Benson een vermissingszaak te heropenen waar hij als rookie aan gewerkt heeft. Een slachtoffer in een zaak van Carisi wordt gearresteerd. |                                |                                              |                      |                   | |
| 20. | Did You Believe in Miracles?   | Micharne Cloughley Candice Sanchez McFarlane | Pratibha Parmar      | 5 mei 2022        | Reggie Lee - Paul Lee Virginia Kull - Claire Lee Isabella Russo - Beth Lee Alexander Koch - Nick Pearce J.C. MacKenzie - advocaat Richard Pace                                                 |
| Deze aflevering is een cross-over met de televisieserie Law & Order: Organized Crime (seizoen 2 aflevering 20). Wanneer een school aangifte van vermissing doet van een studente gaat het team op onderzoek uit. Het team moet eerst een vertrouwde familievriend opsporen voor antwoorden. Benson wordt door haar zoon Noah verrast met een Moederdag cadeau, en Noah ontmoet rechercheur Stabler voor het eerst. |                                |                                              |                      |                   | |
| 21. | Confess Your Sins to Be Free   | Denis Hamill Warren Leight                   | Norberto Barba       | 12 mei 2022       | Aidan Quinn - Burton Lowe Kristen Connolly - Audrey O'Neill Patch Darragh - pastoor Ryan Duffy Kelly AuCoin - pastoor Colin Regis Cyndee Rivera - rechercheur Mia Ruz                          |
| Wanneer het enige bewijs in een misdaad in een biecht ligt, moet Carisi een andere manier vinden om de verdachten te kunnen berechten. Burton duikt weer ten tonele om het goed te maken met Benson. |                                |                                              |                      |                   | |
| 22. | A Final Call at Forlini's Bar  | Warren Leight Julie Martin                   | Juan J. Campanella   | 19 mei 2022       | Jordana Spiro - Delia Hackman Derek Phillips - Ty Hackman Ami Brabson - rechter Karyn Blake Jason Bowen - rechercheur Marcus Perry Raúl Esparza - Rafael Barba                                 |
| Een slachtoffer van huiselijk geweld belandt aan tafel met de verdachte, en Rollins verrast Carisi met een geduchte tegenstander in de persoon van de voormalige assistent-officier van justitie Barba. Benson heeft moeite om Barba te vergeven voor het verdedigen van Wheatley, en worstelt ondertussen ook met haar eigen gevoelens. |                                |                                              |                      |                   | |